# Templo de Minerva Medica

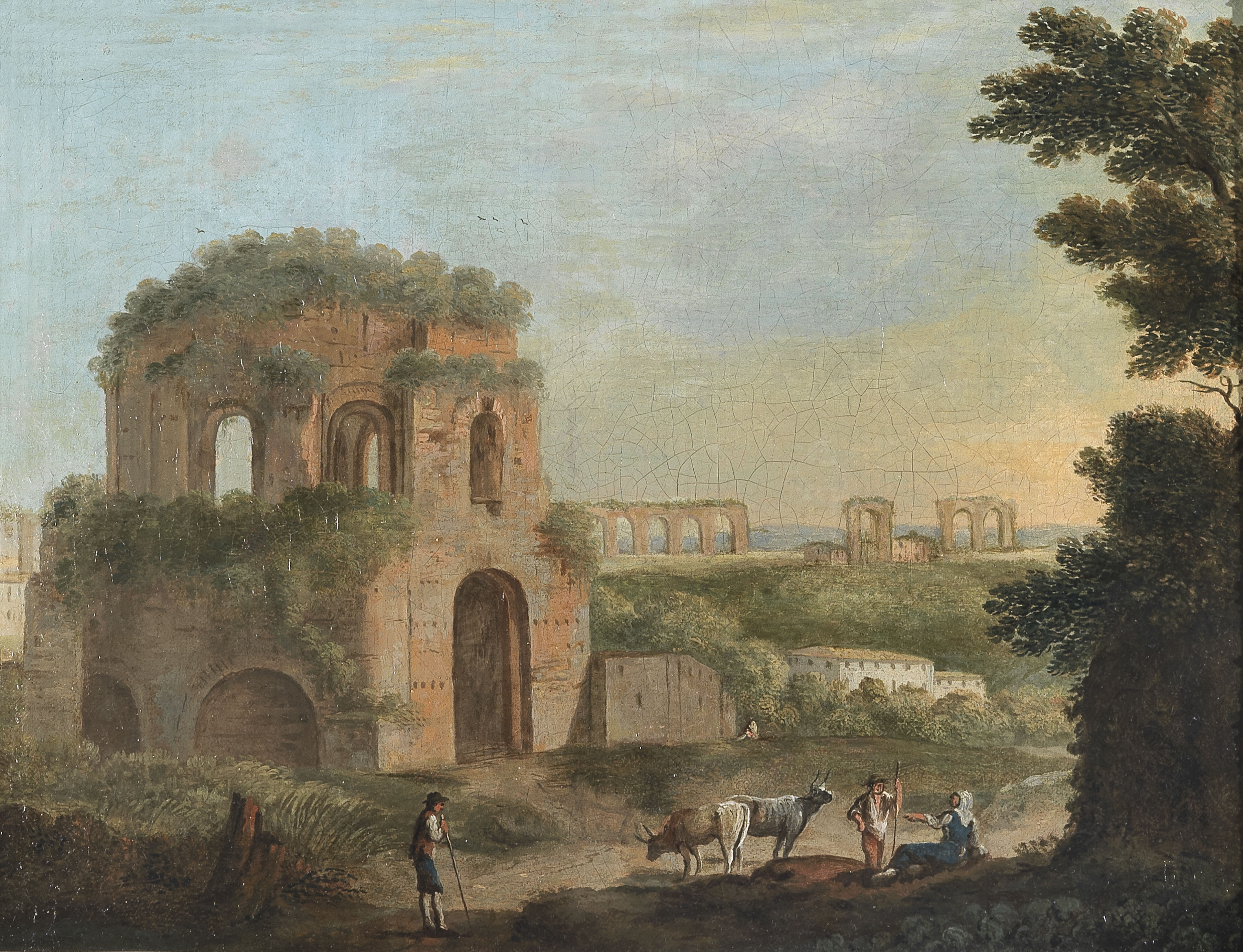
Veduta con il Tempio di Minerva Medica e un acquedotto. Pintura de Paolo Anesi, óleo sobre lienzo (45 x 34 cm), colección Mainetti, Roma.

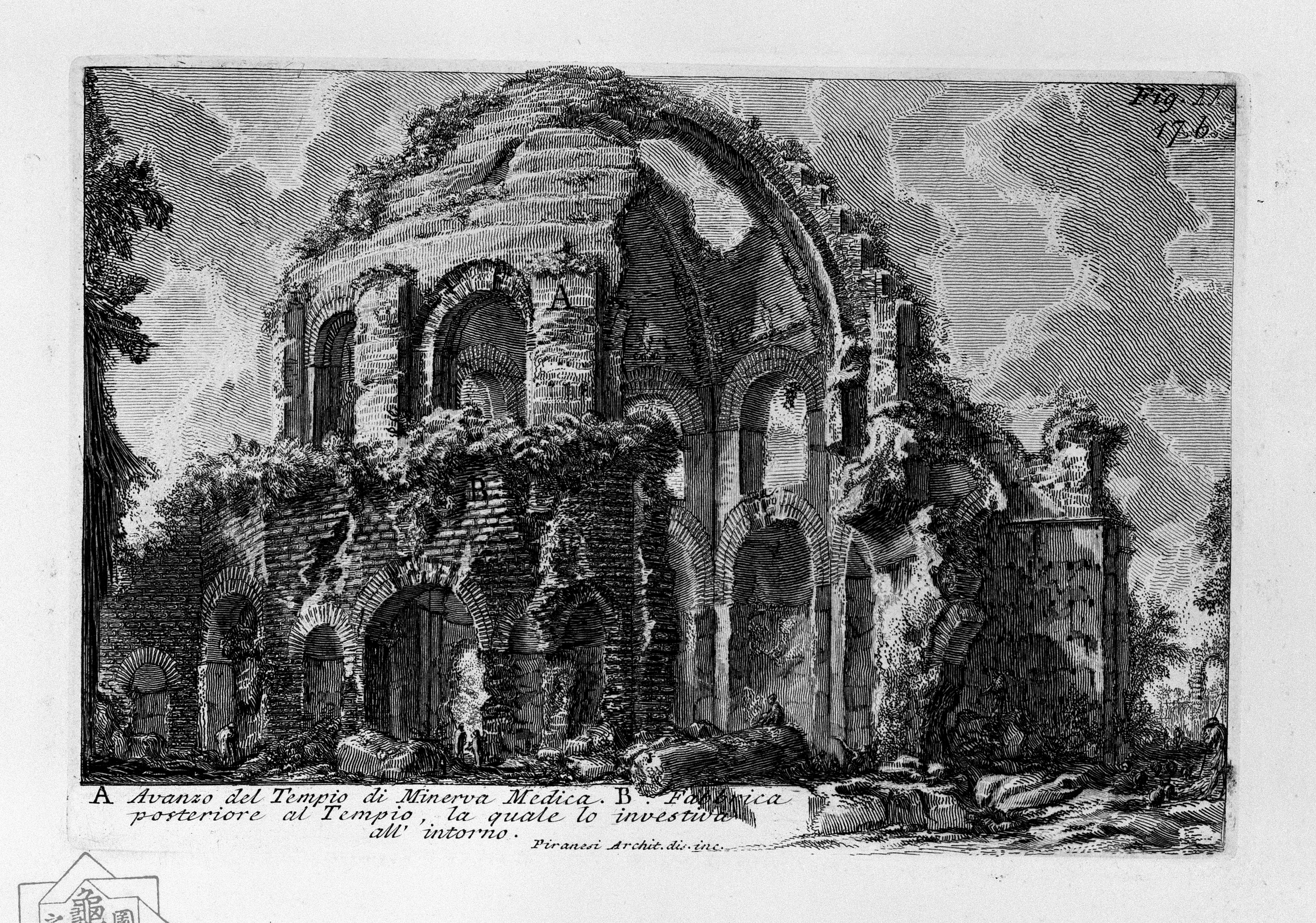
El "Tempio di Minerva Medica" en un grabado de Giovanni Battista Piranesi (1756)

El llamado templo de Minerva Medica es un  edificio romano ubicado en via Giolitti, en el rione Esquilino de Roma. La imponente construcción acupulada, claramente visible desde los trenes que pasan por la estación Termini, data presumiblemente de principios del siglo IV y hoy está encajada entre las vías del tren y los edificios construidos a finales del siglo XIX para el nuevo distrito de Esquilino.

## Historia
El edificio no es un templo, como erróneamente se creyó durante mucho tiempo, sino una sala monumental dentro del recinto de una lujosa residencia suburbana que una vez ocupó la zona, entre la iglesia de Santa Bibiana y Porta Maggiore, en el eje viario que salía de la Puerta del Esquilino, que probablemente corresponda al conjunto de los Horti Liciniani.
Hasta mediados del siglo XVI, el edificio se consideraba fantasiosamente dedicado a los filii adoptivi (filósofos adoptivos) de Augusto, Cayo y Lucio Cesari (Basilica, thermae Gai et Luci) o a  Hércules Callaico (Terme Gallice), de donde la corrupción popular del topónimo derivaría en «Le Galluzze», «Galluccie» o «Galluce», atestiguado en la cartografía histórica y en los tratados de erudición.
Según el arqueólogo  Rodolfo Lanciani, la confusión que llevó a la identificación del pabellón como un templo se remonta al siglo XVII, cuando se atribuyó a estas excavaciones una estatua de Minerva con una serpiente a sus pies (animal sagrado de Esculapio), en realidad encontrado en Campo Marzio  (ahora en los Museos Vaticanos). En verdad el nombre es anterior, usado ya en el siglo XVI por Pirro Ligorio, quien estudió el edificio y dibujó la planta indicando los lugares donde se encontraron estatuas y columnas. El motivo del malentendido puede haber sido una interpretación de las fuentes indicando un templo de Minerva en la zona o el descubrimiento de un rico conjunto votivo cerca de la cercana via Labicana.
El edificio, de planta central decagonal, era probablemente un ninfeo, aunque se ha sugerido la hipótesis de un espacio de carácter termal, considerando el gran hipocausto encontrado bajo una parte de la sala principal, o una sala triclinar. El pabellón probablemente formaba parte de un conjunto de edificios más complejo, quizás propiedad imperial, con la función de representación y entretenimiento (specus aestivus).
A partir del siglo V, como consecuencia del completo despoblamiento de la zona de Esquilino, quedó en estado de abandono como una presencia monumental aislada e incongruente en la campiña.
Durante el Renacimiento, dado que su estructura se encontraba en buenas condiciones de conservación, el monumento fue objeto de interés por parte de varios arquitectos (Giuliano da Sangallo, Baldassarre Peruzzi, Sallustio Peruzzi y Palladio), quienes lo dibujaron indicándolo como modelo para algunos proyectos florentinos, en particular los de la rotonda de la basílica de la Santísima Anunciación y la Rotonda di Santa Maria degli Angeli de Filippo Brunelleschi. Parece que Brunelleschi habría estudiado el edificio durante sus viajes a Roma.precisamente para idear la forma de construir la cúpula de Santa María del Fiore.

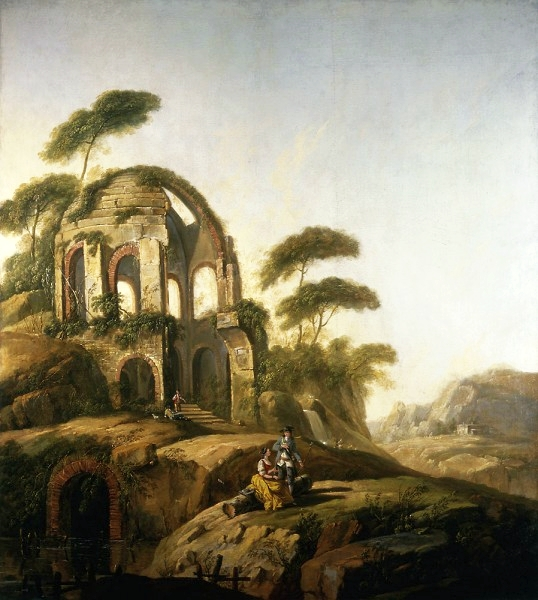
Jean-Baptiste Pillement, óleo sobre lienzo (1765-1767), Muzeum Narodowe, Varsovia

Durante el siglo XVI hubo hallazgos de estatuas y artefactos de interés artístico en los alrededores del edificio. Jarrones de metal, medallas y fragmentos de estatuas fueron encontrados en un viñedo detrás del monumento, que fue parcialmente enterrado y fue excavado por primera vez bajo el pontificado de Julio III (1550-1555) por el médico Cosmo Giacomelli. Algunos artefactos encontrados en varios puntos del horti fueron donados al papa para adornar la Villa Giulia.
En 1828, tras un período en el que la ruina —pese al interés de estudiosos y artistas— siguió siendo víctima del despojo de materiales, gran parte de la parte superior de la cúpula se derrumbó. Al año siguiente un rayo provocó nuevos daños en la estructura y el edificio permaneció abandonado durante mucho tiempo con un empeoramiento de las condiciones generales.
Entre 1878 y 1879, durante las tumultuosas obras de urbanización que cambiaron drásticamente el aspecto de todo el Esquilino, se encontraron algunas estatuas y valiosos elementos de decoración arquitectónica.
Más recientemente el edificio, después de haber recibido restauraciones parciales en 1942 y 1967, fue objeto de una campaña de ensayos y estudios en 2006 y de intervenciones de consolidación general en los años siguientes, a la espera de su posible e inminente apertura al público.

## Descripción
El edificio consiste en una gran sala de planta decagonal cubierta por una cúpula sustancialmente hemisférica pero con el centro rebajado, que —con su diámetro de 25 metros— es la tercera más grande de Roma, después del Panteón y las Termas de Caracalla.
En nueve lados del perímetro hay hornacinas semicirculares, no todas conservadas, que sobresalen externamente y que tal vez albergaron estatuas, mientras que en el décimo lado, al norte, se encuentra la entrada presidida por un arco de medio punto. De esta forma la cúpula descansa sustancialmente sobre diez pilastras colocados en los vértices del decágono.
Los muros perimetrales son de opus latericium  y se remontan, a partir del análisis de las estampaciones de los ladrillos, a la época de Majencio y de Constantino I. Algunas estructuras accesorias en opus vittatum con alternancia de ladrillos y tobas, conservadas hasta una altura de alrededor de un metro, datan probablemente de una fase constructiva ligeramente posterior y constituyen el testimonio material superviviente de un núcleo edificatorio anexo a la gran sala (sala bi-absidal al norte, gran exedra al este), así como a una consolidación estructural de la cúpula poco después de su construcción (dos contrafuertes externos al sur). Las conexiones con el resto del conjunto debían realizarse a través de algunos de los nichos que originalmente estaban abiertos por columnatas.
Sobre los arcos de los nichos se encuentra el tambor decagonal con contrafuertes en las esquinas y diez ventanales. La forma decagonal pasa imperceptiblemente, a través de una pequeña cornisa, al perímetro circular de la cúpula, sólo parcialmente conservada, que está realizada con calcestruzzo (una suerte de hormigón) de alta especialización dispuesto con estratificación horizontal y progresivamente aligerado con caementa de piedra pómez en la clave de la bóveda  (ver Panteón). La estructura también tiene costillas radiales de ladrillo para el refuerzo general y la distribución de cargas, mientras que la existencia de un óculo (oculus) en la clave de la cúpula es sólo hipotética.
El aparato decorativo ha sido objeto de saqueos que duraron siglos, como en la mayoría de los edificios de la Roma imperial. La cúpula estaba originalmente cubierta con mosaicos de pasta de vidrio, luego recubierta  con una fina capa de yeso; en los pisos había mosaicos y opus sectile realizados con pórfido y otros mármoles de vivos colores, mientras que las paredes, animadas por elementos de decoración arquitectónica como entablamentos, lesenas y columnas quizás de orden corintio, estaban recubiertas de losas de mármol  (crustae) puesto en la clásica preparación de mortero y fragmentos de cerámica (cocciopesto). El exterior de la cúpula consta de cinco gradas de piedra y toba.

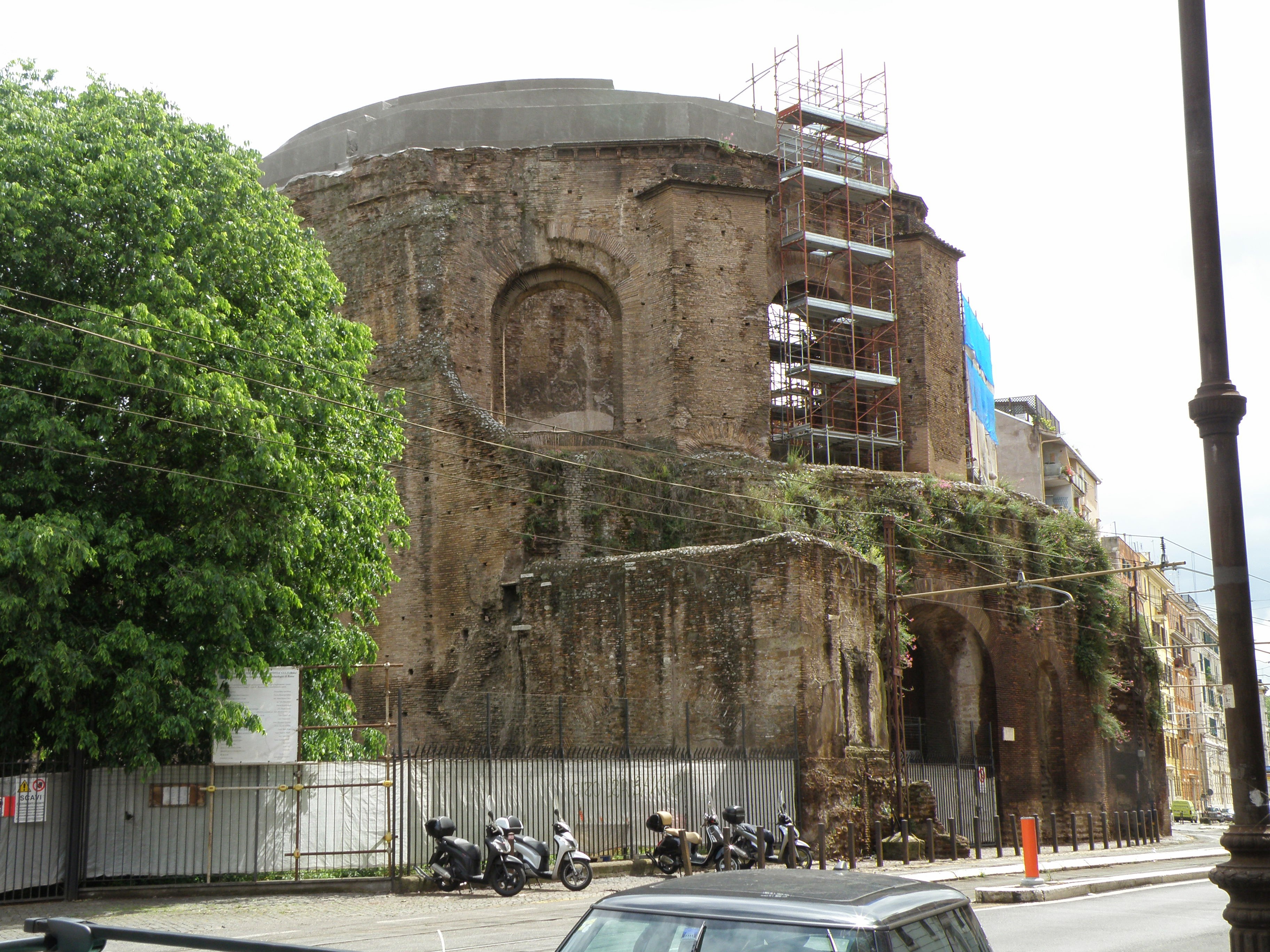
Vestiges du nymphée.
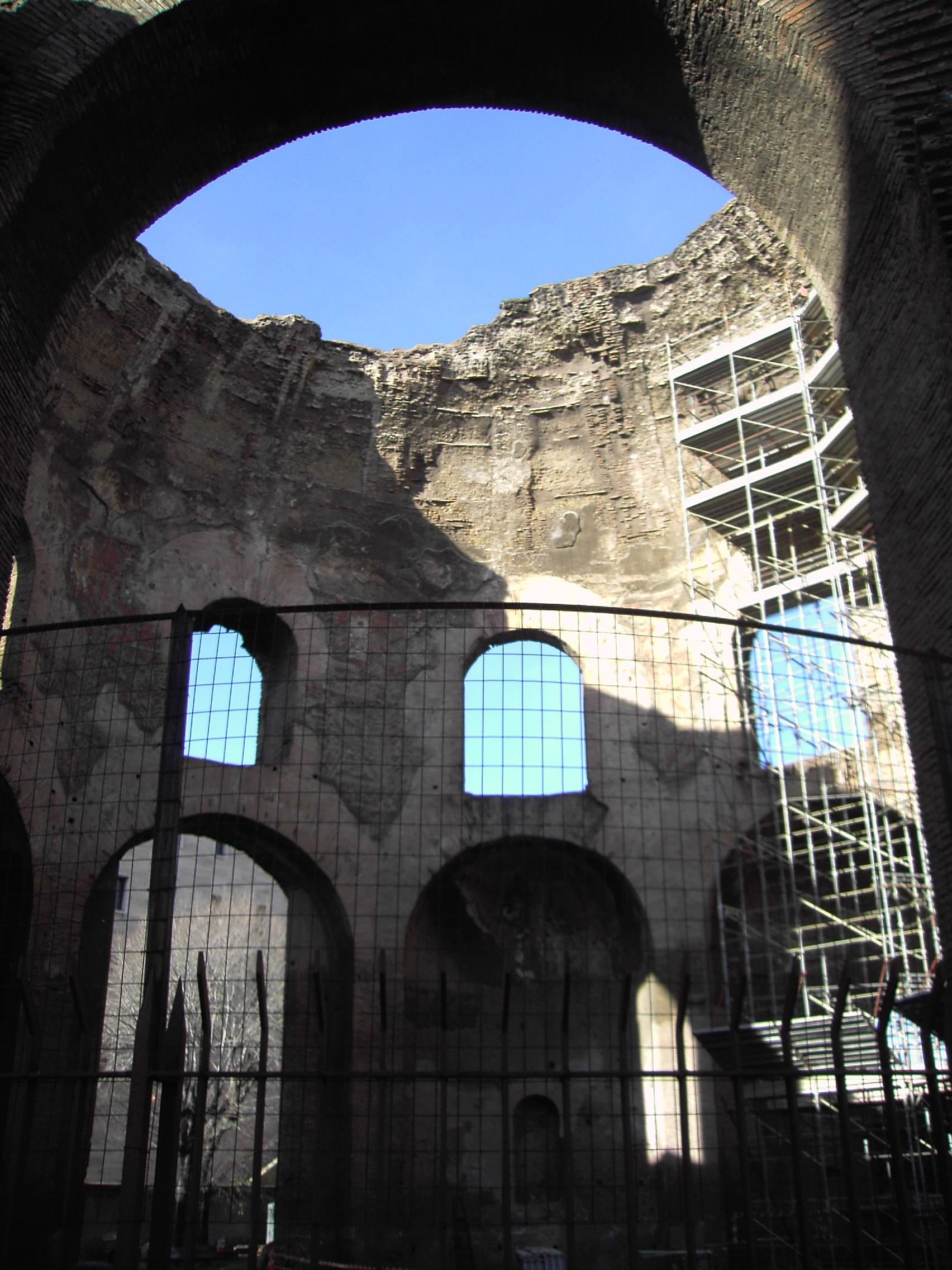
Intérieur du nymphée.
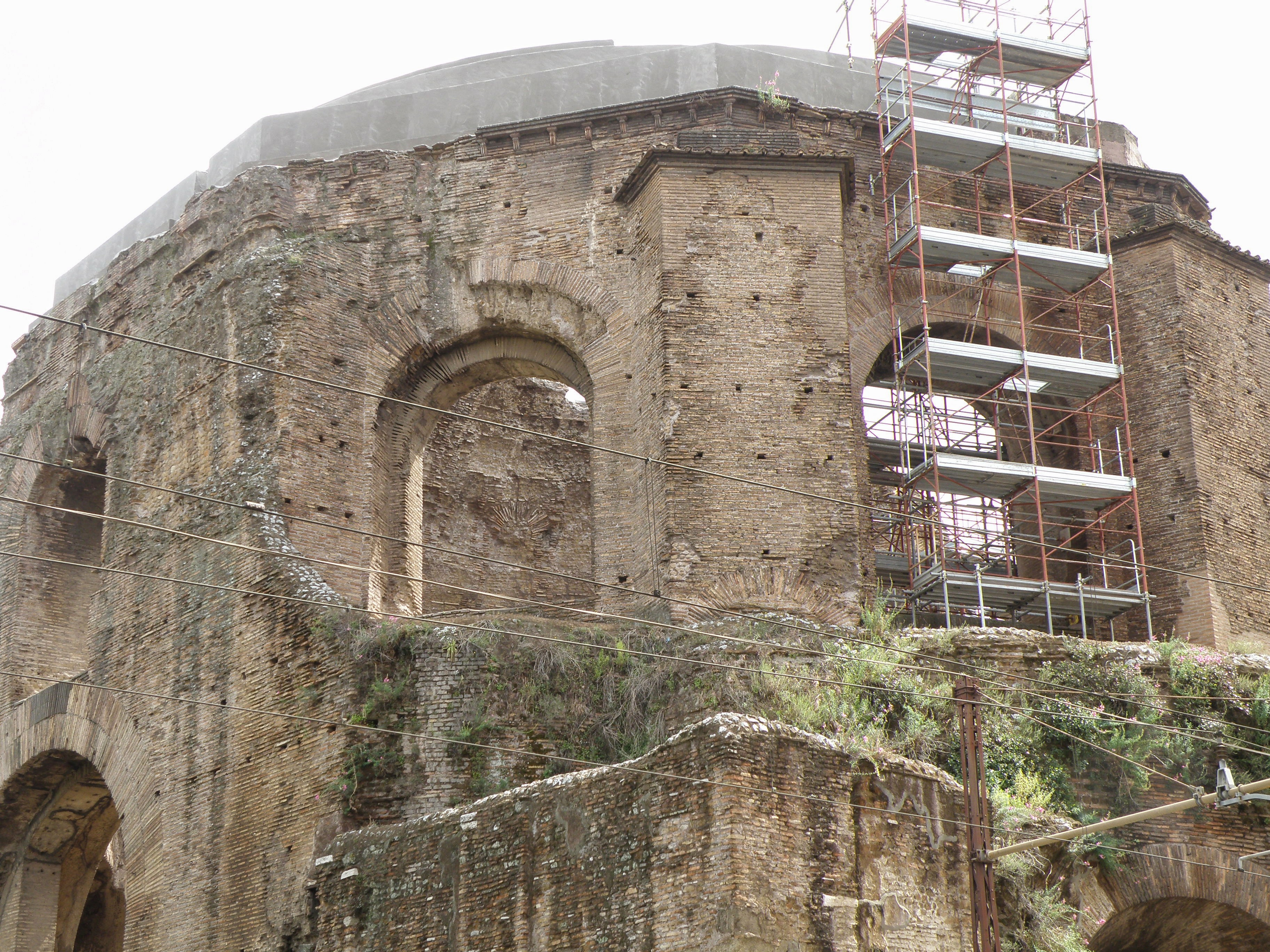
Détail de la partie supérieure de l'édifice décagonal.

## Las esculturas
Entre 1878 y 1879 se encontraron numerosos hallazgos arqueológicos en el área del edificio, incluidas piezas de estatuas reutilizadas como material de construcción dentro de algunos muros de relleno de la antigüedad tardía. Reensambladas a partir de numerosos fragmentos, las estatuas constituyen hoy un importante núcleo escultórico dentro de los Museos Capitolinos en la sede de la Centrale Montemartini.
Las esculturas más importantes son un Dioniso con una pantera, un sátiro danzante, una niña sentada y sobre todo los dos magistrados<ref> representados en el acto de dar inicio de los concursos, en los que a hipótesis muy sugerente reconoce a Quinto Aurelio Simmaco y a su hijo Memmio.
Le sculture più importanti sono un Dioniso con pantera, un satiro danzante, una fanciulla seduta e soprattutto i due magistrati rappresentati nell'atto di dar inizio alle gare, nei quali un'ipotesi molto suggestiva riconosce Quinto Aurelio Simmaco e suo figlio Memmio

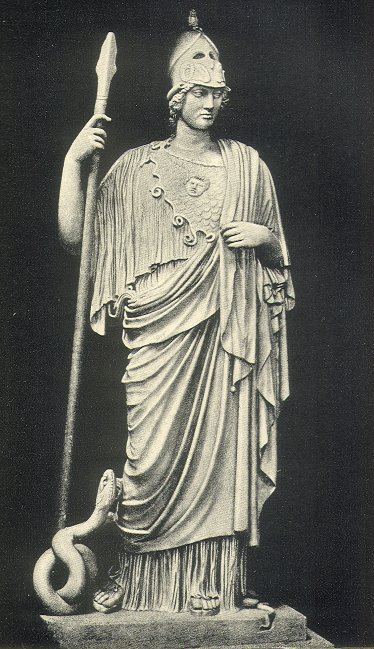
La llamada Minerva Giustiniani (Museos Vaticanos), erróneamente atribuida al sitio, es quizás el origen del nombre del edificio.
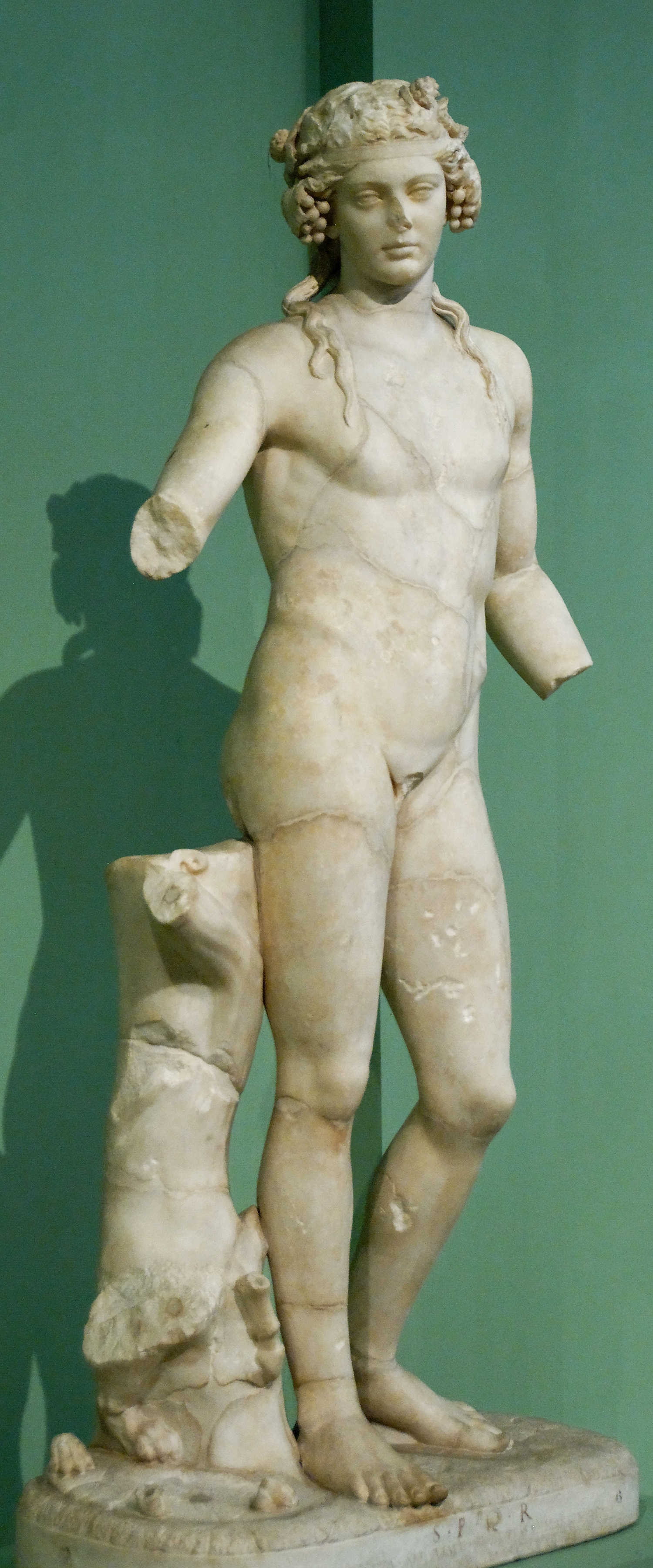
Dioniso flanqueado por una pantera, encontrado en 1879. Mármol pentélico, obra romana según modelos helenísticos  (Centrale Montemartini)
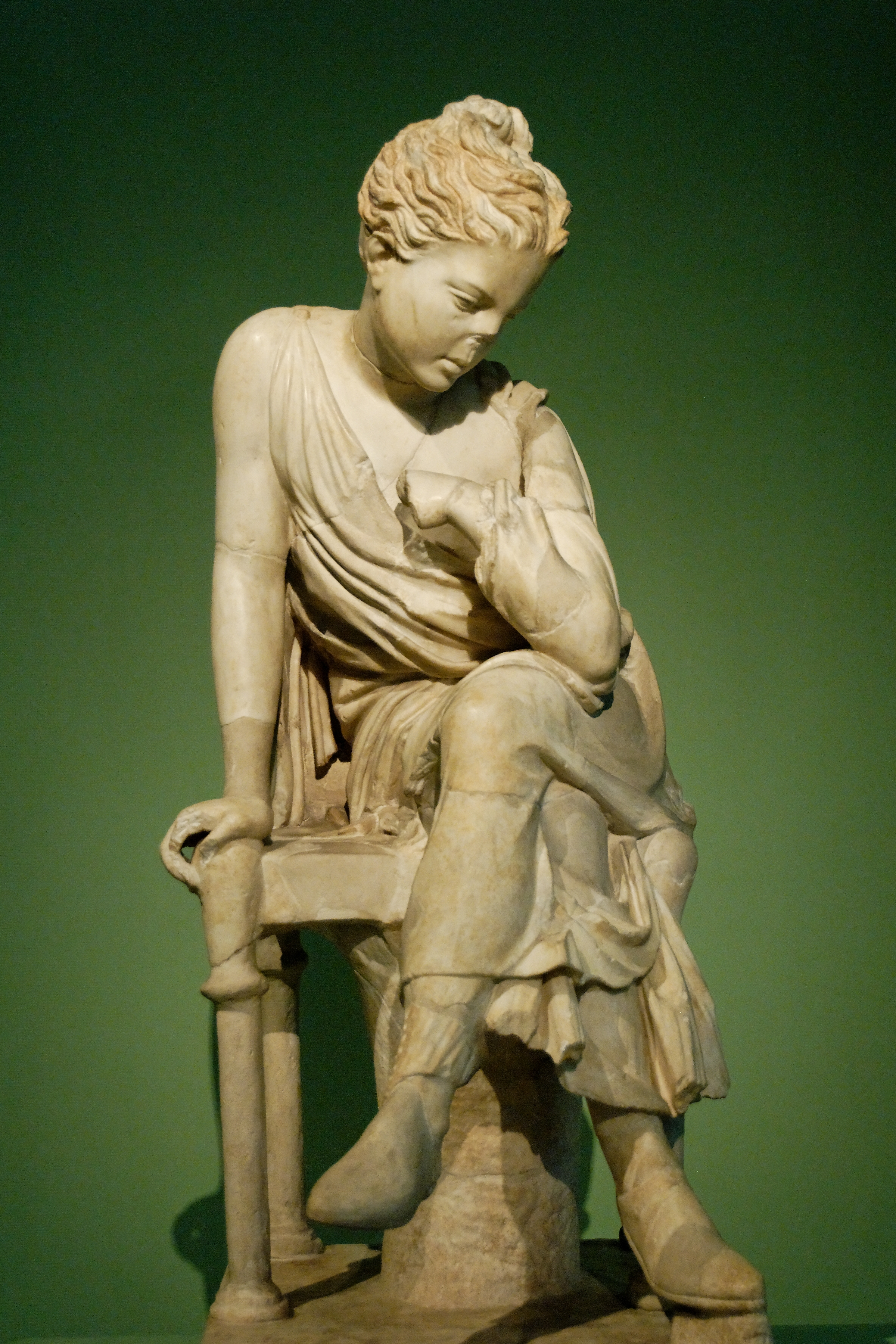
Niña sentada, encontrada en 1879. Mármol pentélico, copia de la época de Adriano de un original griego de la escuela de Lisipo o creación romana (Centrale Montemartini)

## Relaciones con la cultura arquitectónica antigua y tardoantigua
Per la cupola accennata a tondo è un esempio precursore degli edifici ecclesiastici bizantini a pianta centrale, come Santa Sofia a Costantinopoli, contrapposti al modello rettangolare delle basiliche romane (a Roma l'esempio "cristianizzato" più noto di mausoleo a pianta centrale è rappresentato dal mausoleo di Santa Costanza).
Pues la cúpula mencionada en la redonda, es un ejemplo precursor de los edificios eclesiásticos bizantinos de planta central, como Santa Sofía en Constantinopla, en contraposición al modelo rectangular de las basílicas romanas (en Roma el más conocido ejemplo "cristianizado" de un mausoleo de planta central está representado por el mausoleo de Santa Costanza).